# Polyura sumbaensis
Polyura sumbaensis är en fjärilsart som beskrevs av Swinhoe 1897. Polyura sumbaensis ingår i släktet Polyura och familjen praktfjärilar. Inga underarter finns listade i Catalogue of Life.